# Rivalité entre l'Allemagne de l'Est et l'Allemagne de l'Ouest en football
L'article présente la rivalité entre la RDA et la RFA en football.

## Coupe du monde 1974

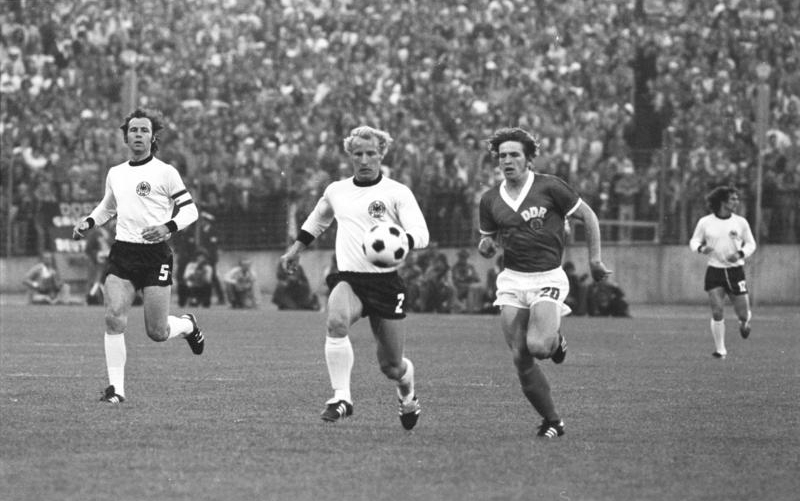
Match RDA-RFA avec Martin Hoffmann en duel avec Berti Vogts, à gauche Franz Beckenbauer

Le premier tour de la coupe du monde 1974 voit se dérouler un match à caractère hautement politique. En effet, les équipes d'Allemagne de l'Ouest et d'Allemagne de l'Est s'affrontent à Hambourg : c'est la première et la dernière fois que ces deux équipes se rencontrent sur un terrain de football (une sélection ouest-allemande non professionnelle avait perdu contre les Allemands de l'Est lors des jeux Olympiques d'été de 1972). Beaucoup d'observateurs font à l'époque une lecture erronée de cette rencontre inédite, transformant le match du 22 juin 1974 en affrontement idéologique entre le bloc de l'Ouest et de l'Est défini par la Guerre froide alors qu'elle s'inscrit dans un contexte de détente entre les deux blocs et d'Ostpolitik, soulignées par la signature de l'accord quadripartite sur Berlin en 1971 et en 1972 celui du traité fondamental dans lequel les deux États reconnaissent mutuellement leur souveraineté. Ainsi, beaucoup de journalistes étrangers s'étonnent que la presse allemande en fasse si peu sur le contexte diplomatique du match.
Le Chili et l'Australie ayant fait match nul plus tôt dans l'après-midi, au coup d'envoi du match, les deux équipes allemandes sont déjà assurées de la qualification pour le deuxième tour, et le seul enjeu sportif de la rencontre est la première place du groupe. L'enjeu politique est surtout présent du côté est-allemand, où des instructions ont été données de ne pas fraterniser : aucun dialogue dans le couloir des vestiaires ou pendant le match, pas d'accolades après, pas d'échange de maillots devant les 60 200 spectateurs, lequel se fera discrètement dans les vestiaires sous l'œil vigilant de la Stasi. Grande favorite et récente championne d'Europe face à l'Union soviétique, la RFA apparaît confiante mais joue avec une équipe remaniée. L'équipe de RDA, dominée, se contente de jouer en contre et trouve la faille à la 77e minute lorsque Jürgen Sparwasser se faufile entre Beckenbauer et Höttges, et trompe Sepp Maier. Ce succès de la RDA sera largement utilisé par la propagande de la SED.
| Entraîneur :   |
| Georg Buschner |

| Entraîneur : |
| Helmut Schön |

| Entraîneur :   |
| Georg Buschner |

| Entraîneur : |
| Helmut Schön |

## Confrontation
Si entre 1950 et 1990 les équipes d'Allemagne de l'Ouest et d'Allemagne de l'Est de football se sont effectivement parfois rencontrées dans d'autres catégories (notamment dans le cadre des Jeux olympiques), en revanche en ce qui concerne les équipes nationales A, les deux pays n'ont pas souhaité s'opposer lors de matchs amicaux durant cette période tandis que le hasard des tirages au sort des compétitions officielles n'a pas non plus donné l'occasion de multiplier les rencontres : le match RDA-RFA du mondial 1974 restera une confrontation unique dans l'histoire.
Les deux équipes ont pourtant failli se rencontrer une seconde fois en 1990. En effet, à l'époque de la chute du mur de Berlin, le tirage au sort des éliminatoires de l'Euro 1992 plaça la RFA et la RDA dans le même groupe de qualification, le match aller entre les deux équipes étant même programmé le 21 novembre 1990. Mais le processus de la réunification qui était lancé et plus rapide que prévu signifiait la disparition très prochaine de l'équipe d'Allemagne de l'Est. La RDA se retira donc des éliminatoires avant le début de la compétition, sachant que les jours de l'équipe étaient comptés. Le match RDA-RFA prévu en novembre à Leipzig a cependant dans un premier temps été maintenu et par conséquent converti en amical. Cette rencontre exceptionnelle de gala devait d'une part être le match d'adieu de la RDA et d'autre part célébrer l'union allemande. Le match a finalement été annulé car les autorités allemandes craignaient des débordements de la part des supporters.
| Date         | Lieu     | Match     | Score | Compétition                                                                  |
| 22 juin 1974 | Hambourg | RDA - RFA | 1-0   | Coupe du monde de football de 1974 (1er tour, troisième et dernière journée) |